# Афера Томаса Крауна (фільм, 1968)
«Афера Томаса Крауна» або «Справа Томаса Крауна» (англ. The Thomas Crown Affair) — кінофільм 1968 року. Володар двох премій «Оскар».

## Сюжет
«Кожен злочин має свій почерк, у ньому закладено розум злочинця, що спланував його», — переконана слідча Віккі Андерсон (Данауей). Її черговою справою стало високопрофесійне пограбування банку, що ґрунтовно приголомшило весь Бостон. Пошуки виводять її на слід вишуканого, привабливого і нечувано багатого Томаса Крауна (МакКуїн). І чим далі заводить її розслідування, тим більше вона переконується у винності неймовірно розумного та привабливого містера Крауна. Саме самовпевненість і може стати причиною його падіння та її перемоги. Затіваючи спокусливу гру в кішки-мишки, вона прагне зловити невразливого Крауна, заманюючи його єдиною недосяжною для нього річчю.